# La faccia delle donne
La faccia delle donne è il secondo album degli Stadio, pubblicato su vinile dalla RCA Italiana (catalogo PL 70041) nel 1984, anticipato dal singolo Acqua e sapone/C'è (1983).

## Descrizione
L'album fu realizzato con l'apporto autoriale di Lucio Dalla (autore del testo di Porno in Tv e presente anche come voce nei cori di diversi brani, nonché come musicista in La faccia delle donne), Luca Carboni (autore dei testi di 5 delle canzoni contenute) e di Vasco Rossi (autore del testo di Acqua e sapone e presente anche come seconda voce ne La faccia delle donne).
Nel 1994 è stato ristampato su CD senza rimasterizzazione dalla BMG Ariola (catalogo 74321-18532-2), mantenendo lo stesso ordine delle tracce. Successivamente Sony Music Italia ha pubblicato l'album per il download digitale, e, dal 19 ottobre 1998, l'ha reso disponibile anche in versione rimasterizzata.

## I brani
- La faccia delle donne
Vasco Rossi qui prosegue la collaborazione con gli Stadio come autore di testi, iniziata l'anno prima con Acqua e sapone.
- Ti senti sola
Nelle ristampe, è accreditato ai soli Carboni e Liberatori[2].

## Tracce
Gli autori del testo precedono i compositori della musica da cui sono separati con un trattino.
Edizioni musicali RCA Italiana, Assist.
Lato A
1. Acqua e sapone – 4:33 (testo: Vasco Rossi – musica: Gaetano Curreri)
2. Allo stadio – 3:39 (testo: Luca Carboni – musica: Gaetano Curreri)
3. Dentro le scarpe – 3:54 (testo: Luca Carboni – musica: Gaetano Curreri)
4. C'è – 5:19 (testo: Luca Carboni – musica: Fabio Liberatori)

Lato B
1. La faccia delle donne (feat. Vasco Rossi) – 3:43 (testo: Vasco Rossi, Ambrogio Lo Giudice – musica: Gaetano Curreri)
2. Ti senti sola – 4:09 (testo: Luca Carboni, Ron – musica: Fabio Liberatori, Gaetano Curreri)
3. Porno in tv – 3:31 (testo: Lucio Dalla – musica: Gaetano Curreri)
4. Non sai cos'è – 4:13 (testo: Luca Carboni – musica: Gaetano Curreri)

## Formazione
Gruppo
- Gaetano Curreri – voce, pianoforte e tastiera
- Fabio Liberatori – tastiere, scrittura e direzione strumenti ad arco
- Ricky Portera – chitarra acustica ed elettrica, cori
- Marco Nanni – basso, cori
- Giovanni Pezzoli – batteria, percussioni, cori

Altri musicisti
- Maurizio Biancani – programmazione, sintetizzatore
- Davide Romani – basso aggiuntivo (A1)
- Lucio Dalla – cori (A2, B1, B3)
- Guido Elmi – congas (B1), chitarra ritmica (B3)
- Enzo Soffritti – tromba
- Sandro Comini – trombone
- Mauro Malavasi – flicorno
- Rudy Trevisi – sassofono tenore, arrangiamento e direzione
- Giulia Fasolino, Lella Esposito, Naimy Hackett – cori